# シャルロット (馬)
シャルロット（1979年5月14日 - 2019年8月3日）は、長野県佐久市のスエトシ牧場で繋養されていたサラブレッド。2014年にシンザンが持っていたサラブレッド長寿記録を更新、2016年にマリージョイが持っていた軽種馬の長寿記録を更新し、日本国内最高齢馬となった。
鹿毛の牡馬で、父はアローエクスプレス、母はサローングII。競走馬のときの名前はアローハマキヨである。

## 来歴
1979年に北海道静内町の岡田猛によって生産された。その後、アローハマキヨと名付けられ、1981年から1985年にかけて大井競馬場などで走り、全61戦2勝の成績を残した。
競走馬を引退後はオーナーのいる自馬として乗馬クラブに預けられていたが、オーナーが変わるなどして2、3度転籍。そのたびに乗馬名が変わり、1995年頃には関東の乗馬クラブで「ローリーロック」という名前の練習馬となっていた。
2003年に、以前から気にかけていたオーナーが引き取り、以後「シャルロット」と名を改めスエトシ牧場で飼育される。
2014年8月26日にそれまでシンザンが保有していた35年3か月11日（35歳102日）の長寿記録を更新したことで、競走馬としての成績も血統も平凡だった本馬が注目されるようになった。2014年の報道段階では健康そのもので、まだ人を乗せることもあったという。
2016年10月14日にはアングロアラブのマリージョイ（競走馬名：スインファニー）が保有していた37歳5か月の軽種馬の長寿記録も更新、日本国内最高齢馬として広く知られるようになった。
2019年8月3日、老衰による起立不能のためスエトシ牧場で死亡。40歳2ヶ月20日（40歳81日）であった。
なお、牝馬としての長寿記録はルーキー（競走馬名：ラツキーシラギク）が保持している。

## 備考
ギネス世界記録に登録されているウマの最長寿記録はイギリスの輓馬であるオールドビリーの62歳。サラブレッドではオーストラリアのセン馬タンゴデュークが記録した42歳が知られている。また、長寿のサラブレッドとして、イギリスではカーウェンズベイバルブの38歳が、フランスではリファールの36歳31日が古くから知られている。
アメリカ合衆国では最長寿ははっきりしていないが、牡馬デッドソリッドパーフェクトの39歳188日が確認されている。次いで、牡馬のニューイヤーズイヴ（競走馬名：ナイトコンカラー）の39歳57日、セン馬のプロスペクトポイントの38歳203日が長寿記録として知られており、牡馬のメリックの38歳52日がそれに続くとされている。
日本国内では、ポニーではダブルトラブルの41歳が、馬術競技馬としてはダッチブレッドのユニックの36歳、日本在来馬では木曽馬の寿号の40歳41日（1982年5月10日生、2022年6月20日没）などが確認されている。
2022年以降、存命中のサラブレッドとしてはモクモク（競走馬名：ダイナセキト）が確認されていたが、2023年5月31日に死亡。39歳114日と歴代2位の長寿記録であった。モクモクの死去に伴い存命が確認されている最高齢の軽種馬牡馬はアングロアラブ種のジョージ（競走馬名：カラスカミカゼ）となったが、2024年2月27日に35歳304日で死亡。2025年にはミスターマインド（競走馬名：シマノキング）が知られるも、5月25日に37歳38日で死亡した。